# Котячий хвіст шандровий
Котячий хвіст шандровий (Chaiturus marrubiastrum) — вид трав'янистих рослин з родини глухокропивових (Lamiaceae), поширений у Європі й на схід до центрально-східного Китаю.

## Опис
Однорічна, рідше дворічна трав'яниста рослина 25–75 см заввишки. Кореневища злегка деревні, косі. Рослина з розгалуженим притиснуто-волосистим стеблом. Листки черешкові, городчато-пилчасті, знизу сіро-повстяні, нижні листки яйцеподібні, верхні ланцетні. Квітки на коротких квітконосах, в густих кільцях. Чашечка з 10 жилками і 5 майже однаковими зубцями. Віночок двогубий, блідо-рожевий, майже дорівнює трубці чашечки; трубка віночка без кільця волосків. Горішки довгасті, основи клиноподібні, верхівки укорочені, запушені.

## Поширення
Вид поширений у Європі й на схід до центрально-східного Китаю.
В Україні вид зростає на лісових галявинах, серед чагарників, на берегах річок, луках, засмічених місцях — майже на всій території, в Криму дуже рідко (заповідно-мисливське господарство).

## Галерея

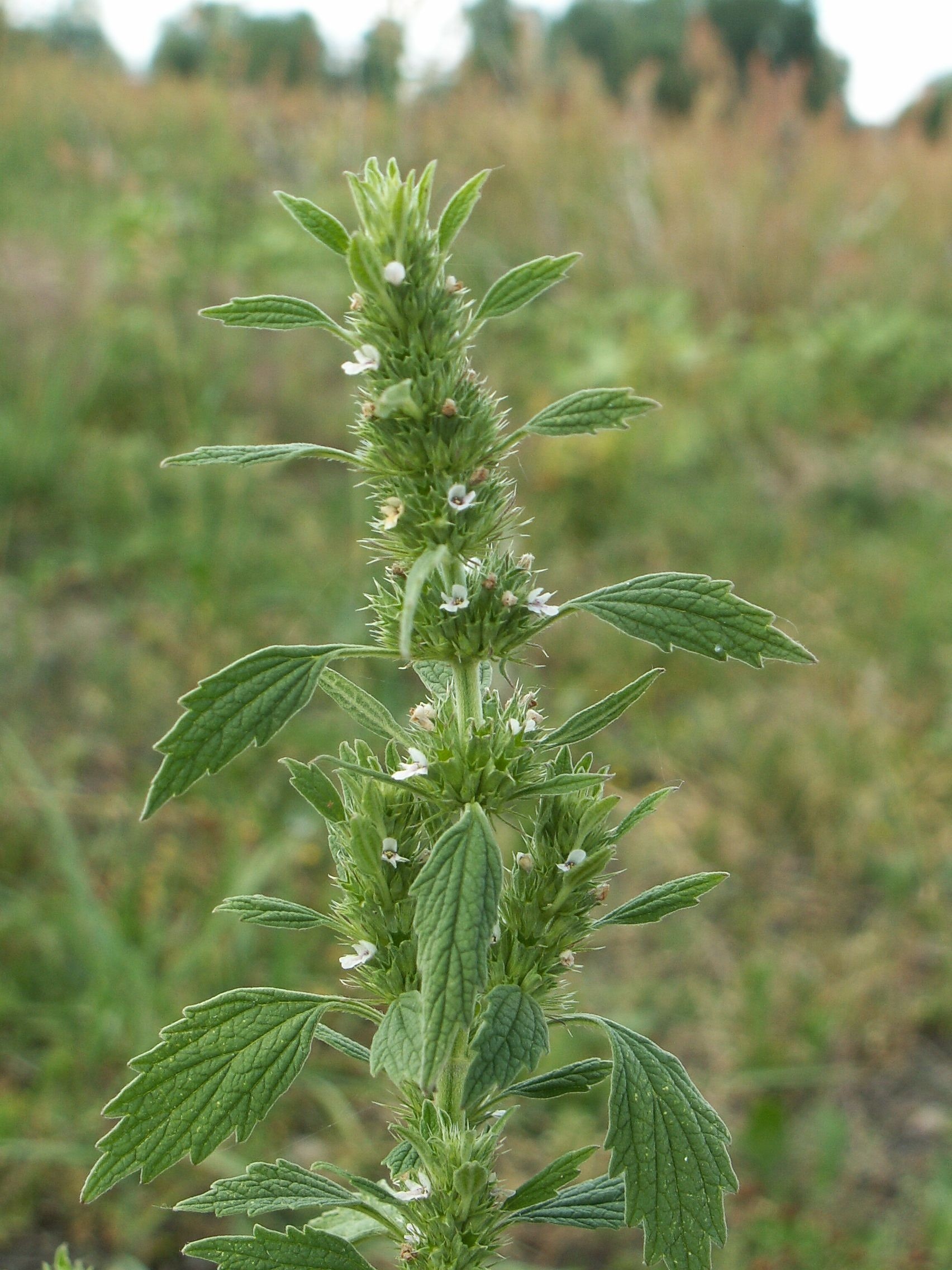
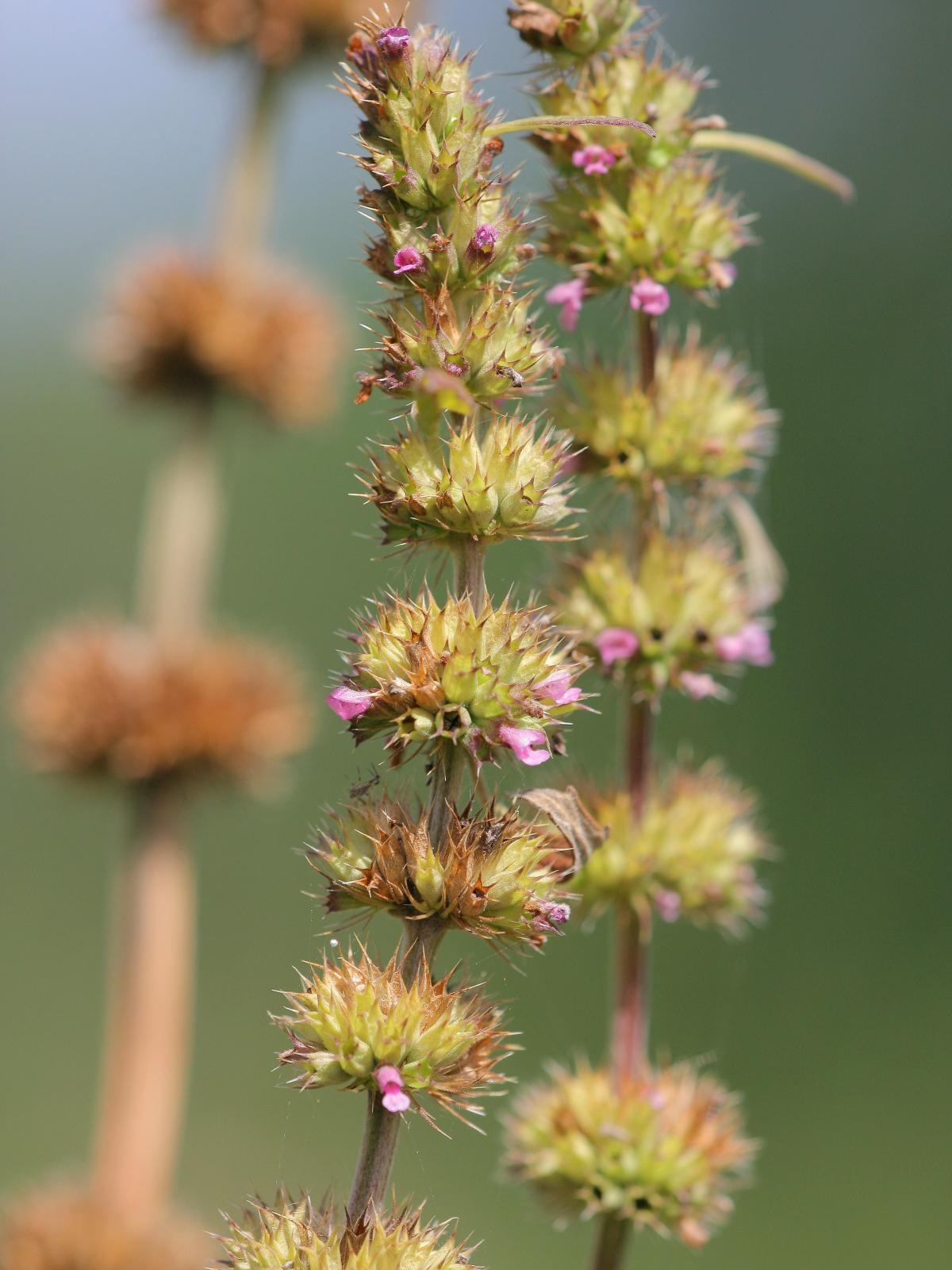
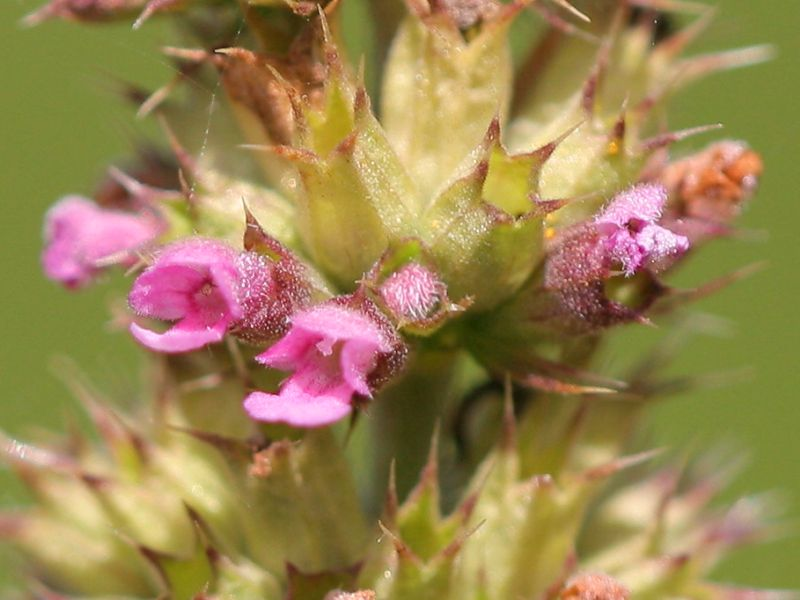
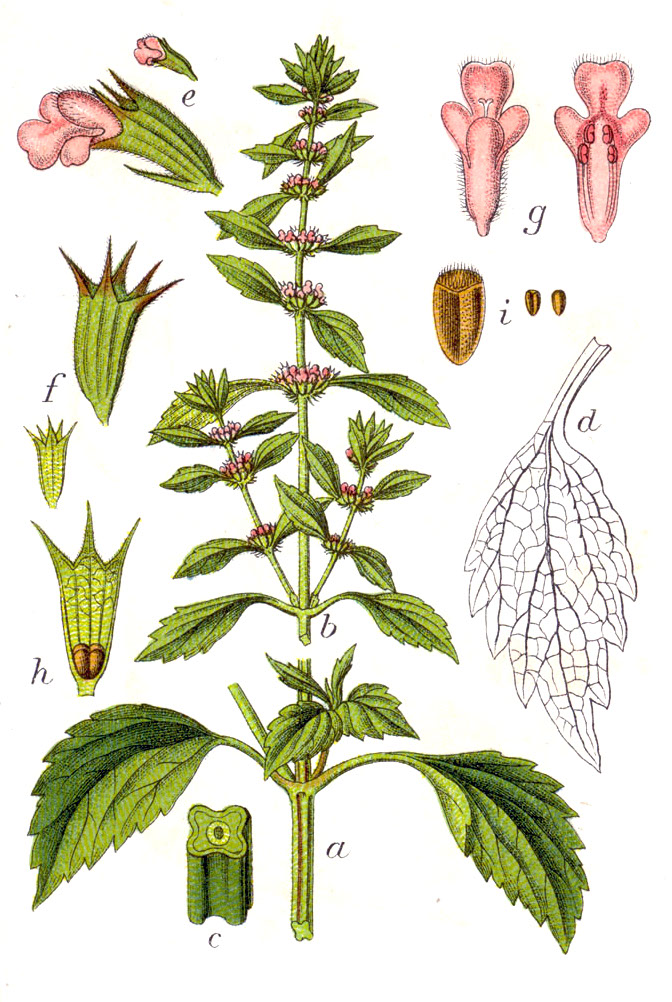